# البدع (تبوك)
البدع؛ هي مدينة سعودية والمركز الإداري لمحافظة البدع التابعة لمنطقة تبوك، بالمملكة العربية السعودية.

## نبذة
البدع وتسمى قديما بمدين. تقع غرب مدينة تبوك، بين تبوك وساحل البحر الأحمر على حدود الحجاز، كما تقع على وادي عفال على ارتفاع (218 متر فوق مستوى سطح البحر). تقع بالقرب من بلدة تاججيب العزم وحوالي 25 كم شرق الساحل الشرقي لخليج العقبة، جزء من البحر الأحمر حيث توجد الشعاب المرجانية بكر. تبعد البدع عن مدينة تبوك 250 كم غرباً، وعن ساحل خليج العقبة 30 كم شرقاً تقع على الطريق الدولي المرتبط بالأردن بمنفذ الدرة وحتى مكة المكرمة، وتاريخياً تقع على طريق الحج لشمال أفريقيا.
عرفت البدع بأنها تقع بالقرب من مدين (مغائر شعيب) التاريخية إلى الجنوب، حيث البيوت من الحجارة البدائية المستديرة الشكل، في مواقع مجتمعة ومتفرقة، وكان الناس ينقلون هذه الحجارة ويستخدموها في منازلهم أو مزارعهم، حيث يستوطنون الجبال أو الأماكن التي حولها آثار مزارع.، ويقال بأن البدع هي نفسها مدين.
في عام 1995 تأثرت بزالزال نتج عنه مقتل شخص وإصابة آخَرَين في منطقة البادية.